# Lyf
 (mars 2025).
 (mars 2025).
La mise en forme du texte ne suit pas les recommandations de Wikipédia : il faut le « wikifier ».
Les points d'amélioration suivants sont les cas les plus fréquents :
- Les titres sont pré-formatés par le logiciel. Ils ne sont ni en capitales, ni en gras.
- Le texte ne doit pas être écrit en capitales (les noms de famille non plus), ni en gras, ni en italique, ni en « petit »…
- Le gras n'est utilisé que pour surligner le titre de l'article dans l'introduction, une seule fois.
- L'italique est rarement utilisé : mots en langue étrangère, titres d'œuvres, noms de bateaux, etc.
- Les citations ne sont pas en italique mais en corps de texte normal. Elles sont entourées par des guillemets français : « et ».
- Les listes à puces sont à éviter, des paragraphes rédigés étant largement préférés. Les tableaux sont à réserver à la présentation de données structurées (résultats, etc.).
- Les appels de note de bas de page (petits chiffres en exposant, introduits par l'outil «  Source ») sont à placer entre la fin de phrase et le point final[comme ça].
- Les liens internes (vers d'autres articles de Wikipédia) sont à choisir avec parcimonie. Créez des liens vers des articles approfondissant le sujet. Les termes génériques sans rapport avec le sujet sont à éviter, ainsi que les répétitions de liens vers un même terme.
- Les liens externes sont à placer uniquement dans une section « Liens externes », à la fin de l'article. Ces liens sont à choisir avec parcimonie suivant les règles définies. Si un lien sert de source à l'article, son insertion dans le texte est à faire par les notes de bas de page.
- La présentation des références doit suivre les conventions bibliographiques. Il est recommandé d'utiliser les modèles {{Ouvrage}}, {{Chapitre}}, {{Article}}, {{Lien web}} et/ou {{Bibliographie}}. Le mode d'édition visuel peut mettre en forme automatiquement les références.
- Insérer une infobox (cadre d'informations à droite) n'est pas obligatoire pour parachever la mise en page.

Pour une aide détaillée, merci de consulter Aide:Wikification.
Si vous pensez que ces points ont été résolus, vous pouvez retirer ce bandeau et améliorer la mise en forme d'un autre article.
Lyf est une entreprise française spécialisée dans les solutions de paiement mobile, fondée en 2017.
Elle fournit aux enseignes de la grande distribution, aux acteurs de la restauration et aux professionnels indépendants des solutions digitales de paiement et d'encaissement mobile.
Elle développe et exploite l’application Lyf Pay qui met à disposition des particuliers des services de paiement mobile sécurisés’’, et l'application Lyf Pro, une solution d'encaissement pour les professionnels. 
Les actionnaires de Lyf sont BNP Paribas, Crédit Mutuel Alliance Fédérale, Auchan, le Groupe Casino et Mastercard.
Lyf est agréée en tant qu’établissement de monnaie électronique par l’Autorité de contrôle prudentiel et de résolution.

## Historique
La société Lyf est créée en mai 2017, à la suite de la fusion de deux solutions de paiement mobile : Fivory, créé par Crédit Mutuel Alliance fédérale-CIC et Auchan, et Wa! créé par BNP Paribas et Carrefour. Christophe Dolique en est le dirigeant.

## Services et marchés

### Pour les particuliers
L’application Lyf Pay, lancée en mai 2017, permet aux utilisateurs de créer des cagnottes, envoyer et demander de l’argent via un numéro de téléphone ou un e-mail, payer en magasin en QR code, dématérialiser des cartes de fidélité, payer avec sa plaque d’immatriculation’’’, ou encore accéder à des offres promotionnelles’.
Les clients du Crédit Mutuel, CIC, Banque Privée, Banque Transatlantique, Monabanq, BNP Paribas et Hello bank! ont accès au service de paiement mobile sans contact (anciennement Paylib sans contact) dans l’application Lyf Pay’.
L’application compte 9 millions de téléchargements et 4,5 millions de comptes créés fin 2024[réf. nécessaire].

### Pour les professionnels

#### Grande distribution
Lyf développe des dispositifs d’encaissement en mobilité : des solutions permettant aux enseignes de la grande distribution d'équiper leur personnel de vente avec des terminaux de paiement nomades. Ces appareils permettent de scanner les articles et d'encaisser les paiements directement en rayon, sans passer à la caisse.  
Lyf fournit également des solutions de paiement autonome qui permettent aux clients de scanner leurs articles et de les payer directement depuis leur smartphone, sans passer par une caisse traditionnelle. Ces solutions intègrent la technologie de Neos, une application acquise en 2019’. Ces services sont déployés au sein d'enseignes comme Brico Dépôt et TotalEnergies. La même technologie est également utilisée dans une version destinée aux professionnels. Elle permet au personnel en magasin d'encaisser les clients directement en rayons. Elle est notamment utilisée dans le réseau de magasins de proximité du groupe Carrefour.
Lyf propose aussi des solutions permettant aux commerçants d'accepter des paiements via des wallets numériques. Ces wallets stockent différents moyens de paiement (cartes bancaires, titre-restaurants, cartes de fidélité...etc.) et permettent aux utilisateurs de régler leurs achats en scannant un QR code. Via la technologie Lyf, les enseignes, notamment Monoprix, Franprix et Printemps, acceptent les paiements réalisés avec les wallets Alipay+ et Union Pay, permettant ainsi à la clientèle asiatique de payer par QR code en France. Pour ce faire, Lyf s'est associée à Ant Group et Union Pay International, deux entreprises financières chinoises.
Lyf fournit aussi une technologie de wallet de paiement par QR Code en marque blanche qui permet aux enseignes d’intégrer les fonctionnalités de paiement au sein de leur propre application mobile, à l'image de Casino avec son application Casino Max.

#### Indépendants
Pour les professionnels, les commerçants et les associations, Lyf a développé l’application mobile Lyf Pro, qui permet à un smartphone d’encaisser les paiements par carte bancaire.
Cette solution est notamment utilisée par des enseignes de vente à domicile et des associations étudiantes. Elle peut être complétée par un service de billetterie. 

#### Restauration
En 2021, dans un contexte post-Covid, Lyf développe des services de paiement et d’encaissement spécifiques pour le secteur de la restauration. Ils s’intègrent à des parcours de commande à table, de click and collect, de paiement en ligne ou à table’’. En 2022, Lyf noue un partenariat avec l'Association française des maîtres restaurateurs pour les accompagner dans leur transformation numérique.

## Baromètre OpinionWay
Depuis 2021, Lyf publie chaque année un baromètre réalisé par OpinionWay sur les Français et les services de paiement mobile en France’. 